# Contrato de arrendamiento
El contrato de arrendamiento, alquiler o locación (locatio-conductio por su denominación originaria en latín) es un contrato por el cual existe una relación entre dos partes, mediante la cual se obligan de manera recíproca y por un tiempo determinado la cesión de un bien o servicio quedando obligada la parte que aprovecha la posesión a pagar un precio cierto.
Tiene que ver con el precio que puede consistir en una suma de dinero pagada de una sola vez, o bien en una cantidad periódica, que en este caso recibe el nombre de renta. También puede pagarse la renta  en cualquier otra cosa equivalente, con tal de que sea cierta y determinada, por ejemplo, con los frutos que produce la cosa arrendada (renta en especie); que a la vez puede ser una cantidad fijada previamente o un porcentaje de la cosecha (aparcería).
El arrendador es la persona que ofrece el producto a arrendar. El arrendatario o inquilino es la persona que recibe el producto a arrendar. El término alquilador se usa tanto quien ofrece el producto como para quien lo recibe.

## Naturaleza jurídica
Confiere un título de ‘mero tenedor’, porque el arrendatario no tiene el título de propietario, sino que reconoce dominio ajeno (del arrendador, en este caso). Sean casas, autos, o distintos inmuebles.

## Clases de arrendamientos
Muchos derechos occidentales, como el derecho español, de acuerdo con el Derecho romano, distinguen tres especies:
1. Arrendamiento (locación de cosas o locatio conductio rei ): este crea un vínculo personal, por virtud del cual puede exigir el arrendatario, el uso y disfrute de aquellas, en tanto pesa sobre este la obligación de pagar la merced convenida.
2. Prestación de servicios (locación de servicios o locatio conductio operarum): en este el arrendatario se obliga a trabajar o a prestar determinados servicios al arrendante en forma, lugar y tiempo convenidos mediante un pago. El arrendatante está obligado a retribuir los servicios. Este tipo de contrato concluye por incumplimiento de obligaciones, por terminación de contrato o por la muerte.
3. Arrendamiento de obra o locación de obras (locatio conductio operis): en este contrato una persona se compromete con otra a realizar una obra o un trabajo determinado mediante el pago de un precio. Esto recae sobre el resultado de un trabajo, sobre el producto del mismo, ya acabado. Ejemplo: la confección de un traje o la construcción de una casa.

## Regulación por país

### Argentina
En Argentina el contrato de arrendamiento está regulado por la Ley n.º 27.551 de 2020. El 23 de agosto de 2023 se dio media sanción a un proyecto de ley para modificar la normativa. El 20 de diciembre de 2023, el presidente Javier Milei derogó la ley mediante el Decreto de Necesidad y Urgencia 70/2023 desregulando el mercado, lo que derivó en un incremento de la oferta de alquileres en CABA de hasta un 331 % entre mayo y noviembre de 2024, según Argenprop, y una reducción real en los precios iniciales de publicación de aproximadamente un 40 % desde el pico de 2023.

### Chile
En Chile el contrato de arrendamiento se encuentra regulado en el Título XXVI del Libro IV del Código Civil, artículos 1915 a 2021.

### Colombia
En Colombia, el contrato de arrendamiento de vivienda urbana está legislado por la Ley 820/2003, por los artículos 1974 y siguientes del Código Civil de Colombia y el contrato de local comercial por el Código de Comercio de Colombia, en sus artículos 518 a 524.

### España
En España, el contrato de arrendamiento es legislado por la Ley 29/1994 de Arrendamiento Urbano y por los artículos 1542 y siguientes del Código Civil de España.
El artículo 36 de su Ley de Arrendamientos Urbanos establece que el arrendador y el arrendatario podrán pactar cualquier tipo de garantía de arrendamiento. Las garantías disponibles en el mercado son el aval bancario, el depósito a favor del arrendador, el seguro de impago (protección) de arrendamientos y últimamente la prenda (pignoración) sobre una póliza de seguro de vida según lo establecido en el artículo 99 de su Ley de Contrato de Seguro.